# Trieenea schlechteri
Trieenea schlechteri là một loài thực vật có hoa trong họ Huyền sâm. Loài này được (Hiern) Hilliard miêu tả khoa học đầu tiên năm 1988.